# 渡韓ごっこ
渡韓ごっこ（とかんごっこ）は2021年から2022年現在にかけ、日本で若者を中心に流行している遊び。コロナ禍で、韓国へ渡航することが容易ではないため、日本にいながらにして韓国へ旅行した気分になれる行動をとること。JC・JK流行語大賞2021のモノ部門で第四位を受賞した。

## 内容
日本国内のホテルの客室や自宅を会場にして友人同士で集まる。各自、朝鮮料理や朝鮮の酒、お菓子などを持ち寄り、K-POPを流し、会話したり、お揃いのパジャマを着るなど韓国気分を楽しむ。その後、購入したものを並べて写真を撮り、InstagramなどのSNSに投稿する。
他にも、プロジェクターなどでK-POPアイドルのPVや韓国ドラマをみるなどといった行為もみられる。

## その他
流行を受けて、アメニティーに韓国のお菓子やドリンク、フェイスマスクなどを用意するなど渡韓ごっこ用の宿泊プランを提供しているホテルもある。